# 1921 en Norvège
Chronologie de la Norvège
- 1917
- 1918
- 1919
- 1920
- 1921
- 1922
- 1923
- 1924
- 1925

Cet article présente les faits marquants de l'année 1921 en Norvège ou relatifs à la Norvège.

## Gouvernance
- Haakon VII est roi de Norvège.
- Le premier ministre est Otto Bahr Halvorsen jusqu'au 22 juin, Otto Blehr lui succède.

## Événements
- Le norvégien Fridtjof Nansen est nommé Haut commissaire aux réfugiés par la Société des Nations[1].
- Le Prix Nobel de la paix est décerné à Hjalmar Branting et Christian Lange.
- Mai - juin : Une grève générale qui rassemble plus de 120 000 personnes se déroule[2].
- 22 juin : 
  - fin du Gouvernement Halvorsen I; premier gouvernement mené par Otto Bahr Halvorsen. Ce gouvernement était à la tête de la Norvège depuis le 21 juin 1920.
  - mise en place du Gouvernement Blehr II qui va diriger la Norvège jusqu'au 6 mars 1923.
- 24 octobre : élections législatives norvégiennes de 1921 (Stortingsvalet 1921, en norvégien) conduisant à l'élection des cent cinquante députés du Storting pour un mandat de trois ans.

## Culture
- L'Éveil de la glèbe (Markens grøde) est un film norvégien réalisé par Gunnar Sommerfeldt.
- 1 octobre : la Fantaisie pour piano et orchestre est jouée en Norvège[3].

## Naissances
- Petter Hugstedt
- Arve Opsahl
- Olav Hagen
- Henry Hermansen
- Stein Rokkan
- Odd Mæhlum
- Vibeke Lunde
- Erling Sandene
- Wanda Hjort Heger